# Rainbow Falls State Park
Der Rainbow Falls State Park ist ein State Park im US-Bundesstaat Washington. Der 56 ha große Park liegt im Lewis County 27 km westlich von Chehalis.

## Geographie
Der Park liegt am Oberlauf des Chehalis River in den Willapa Hills. Der Fluss verläuft quer durch den Park, die namensgebenden Wasserfälle sind – außer zur Schneeschmelze – klein und nur 1,5 m hoch. Die Washington State Route 6 teilt den Park in einen nördlichen und in einen südlichen Parkteil.

## Natur
Das Parkgebiet ist mit einem Urwald aus Douglasien, Riesenlebensbäumen und Westamerikanischen Hemlocktannen sowie dichtem Unterwuchs bewaldet, während die Wälder der Umgebung schon mehrmals abgeholzt wurden. Am Parkbüro befindet sich ein kleiner Garten mit über 40 verschiedenen Fuchsienarten.

## Touristische Anlagen
Der Park ist ganzjährig geöffnet, der Besuch ist für Tagesgäste kostenlos. Die meisten Parkeinrichtungen liegen im nördlichen Parkteil. Der Park verfügt über einen Campingplatz mit über 40 Stellplätzen, Picknickbereichen und insgesamt fünf Kilometer Wanderwegen. Etwas nördlich des Parks verläuft der Willapa Hills Trail. Im Fluss kann geangelt werden, im Parkgebiet können Kanus zu Wasser gelassen werden.

## Geschichte
Die Rainbow Falls erhielten ihren Namen nach dem Regenbogen, der bei Sonnenlicht in der Gischt des Wasserfalls sichtbar ist. Das Gelände des Parks wurde zu Beginn des 20. Jahrhunderts von den Gemeinden Dryad, Doty und Pre Ell erworben, so dass der ursprüngliche Baumbestand erhalten blieb. Um 1920 wurde auf dem Gelände ein Picknick- und Zeltplatz angelegt. In den 1930er Jahren tauschte der Staat das Gelände ein. Zwischen 1933 und 1935 errichtete eine Abteilung des  Civilian Conservation Corps zahlreiche Parkeinrichtungen, darunter eine hölzerne Hängebrücke über den Chehalis River, die bei einem Hochwasser im Dezember 2007 zerstört wurde. 1935 wurde der State Park eröffnet.